# Psara Glory (Ane Læsø)
 For alternative betydninger, se M/F Ane Læsø.
Psara Glory er en færge tilhørende det græske færgeselskab Agia Marini, som fra 2011 sejler i det nordøst-Ægæiske Hav mellem øerne Psara og Chios.
Den kombinerede bil- og passagerfærge blev bygget 1980 på Ørskov Stålskibsværft i Frederikshavn
til Andelsfærgeselskabet Læsø, for at sejle mellem Frederikshavn og Vesterø Havn på Læsø, under navnet Læsø og senere Ane Læsø.

## Læsø Færgen
Andelsfærgeselskabet Læsø a.m.b.a. indsatte 25. maj 1980 motorfærgen Læsø på Læsø-overfarten.
Færgen Læsø afløstes 1997 den af den nyindkøbte M/F Margrete Læsø, hvorefter den ombyggedes og fik navnet M/F Ane Læsø, for så kun at fungere i spidsbelastnings-perioder og som reservefærge.
Det færøske transportselskab Strandfaraskip Landsins chartrede Ane Læsø
til at sejle mellem Klaksvík og Fuglafjørður i den kortvarige periode 24. november til 4. december 2000, hvor den var afløserfærge for Ternan og brugtes mest til tung trafik.

Andelsfærgeselskabet Læsø ændredes år 2000 til Færgeselskabet Læsø, som først var et interessentskab og fra 2003 et kommanditselskab.
Indenrigs- og Sundhedsministeriet lod i 2010 rådgivningsfirmaet NIRAS udarbejde en rapport om behovet for at indsætte en ny færge på Læsø-overfarten.

Rapporten mundede ud i, at Ane Læsø 11. oktober 2011 solgtes til det græske færgeselskab Agia Marini og omdøbtes til Psara Glory.
I foråret 2012 fik M/F Margrete Læsø følgeskab af den tidligere Samsø-færge M/F Vesborg, som i samme anledning omdøbtes til M/F Ane Læsø, ligesom forgængeren.

## Færge i Grækenland
Efter overtagelsen 11. oktober 2011 omdøbtes og overmaledes Ane Læsø til Psara Glory i Frederikshavn,
hvorfra den nu græske færge med kaptajn Μιχάλη Λιγνό (Michael Lygnos) afsejlede 19. oktober og 3. november ankom til Drapetsona i havnebyen Piræus ved Athen.
Den 29. november flyttedes skibet til en tørdok i nærliggende Perama, hvor en hovedreparation foretoges.
Den 13. januar 2012 forlod færgen Piræus
og var efter redningsøvelser
et par dage senere klar til at servicere Agia Marini
på Psara-Chios overfarten.